# Wyndham Portal, I vizconde Portal
Wyndham Raymond Portal, primer vizconde Portal, (9 de abril de 1885 - 6 de mayo de 1949), fue un político británico. Intervino como oficial del ejército británico durante la Primera Guerra Mundial, y como hombre de negocios dirigió la empresa de su familia dedicada a la fabricación de papel moneda; fue uno de los principales accionistas de la compañía cinematográfica Rank Organisation; y dirigió el Great Western Railway entre 1945 y 1948.

## Semblanza
Portal era el hijo mayor de Sir William Wyndam Portal, segundo baronet, y de Florence Elizabeth Mary Glyn, hija del Excmo. St Leger Glyn, segundo hijo de George Glyn, 1er barón Wolverton. Se educó en Eton y en la Christ Church (Oxford). En 1909 se casó con Lady Louise Rosemary Kathleen Virginia Cairns, hija única de Arthur Cairns, 2º conde Cairns.
Fue comisionado en el regimiento de Caballería de Hampshire en 1903, siendo ascendido a teniente en 1905 y transferido al regimiento n.º 9 de Dragones ese mismo año. Transferido al 1º de Life Guards como segundo teniente en 1908, ascendió a teniente el mismo año, pero dejó el ejército en 1911. Se reincorporó al regimiento de Caballería de Hampshire en 1914, en el que prestó servicio durante la Primera Guerra Mundial. Ascendido a capitán en 1914 mientras era asistente del 1º de Caballería de Devon, volvió a los Life Guards en 1915, y en 1916 fue ascendido a teniente coronel cuando asumió el mando del Batallón Household. En 1917, recibió la Orden del Servicio Distinguido, siendo nombrado Miembro de la Real Orden Victoriana (MVO).
Renunció al mando del batallón en 1918 y volvió al rango de capitán, pero pronto fue ascendido a mayor y adjunto al Cuerpo de Ametralladoras como comandante de batallón, nuevamente con el rango de teniente coronel. Renunció a su cargo en 1919.
Volviendo a la vida civil, se convirtió en presidente de la fábrica de papel de billetes de la familia Portal en Laverstoke, Portals Limited, en 1919, que había fabricado papel de billetes para Banco de Inglaterra desde 1724. asumiendo la presidencia de la empresa cuando su padre murió en 1931.
En 1936, fue uno de los principales inversores de la General Cinema Finance Corporation de J. Arthur Rank, la empresa que un año después se convertiría en la empresa más importante de la industria cinematográfica británica, Rank Organisation. Desempeñó la presidencia de la General Cinema Finance Corporation y trabajó en estrecha relación con J. Arthur Rank durante muchos años.
Portal sucedió como baronet a su padre en 1931. En 1935 fue elevado a la nobleza como Barón Portal, de Laverstoke.
En 1935, fue nombrado presidente de la Junta de Desarrollo de Bacon y, en abril de 1939, comisionado regional de Gales en el marco del Plan de Defensa Civil. En 1940, se convirtió en presidente del Consejo de Producción de Carbón y formó parte del gobierno como Secretario Parlamentario adicional al Ministro de Suministros de 1940 a 1942, y como Ministro de Industria de 1942 a 1944.
En 1935, aceptó la presidencia de la Asociación Olímpica Británica, liderando al equipo británico en los Juegos Olímpicos de 1936 en Berlín. Esa experiencia lo convirtió en el presidente perfecto de los Juegos Olímpicos de 1948 en Londres.
Después de la Segunda Guerra Mundial, en 1945, se convirtió en el último presidente del Great Western Railway, y pasó a ser Lord Teniente de Hampshire desde 1947. Su tío, Sir Spencer Portal, cuarto baronet, lo sucedió en el título de baronet.

## Reconocimientos
- Nombrado Consejo Privado del Reino Unido en 1942, recibió el título de vizconde Portal en 1945 y la Orden de San Miguel y San Jorge en 1949.